# Myro kerguelenensis crozetensis
Myro kerguelenensis là một loài nhện trong họ Toxopidae.
Loài này thuộc chi Myro. Myro kerguelenensis crozetensis được miêu tả năm 1903 bởi Enderlein.

## Hình ảnh

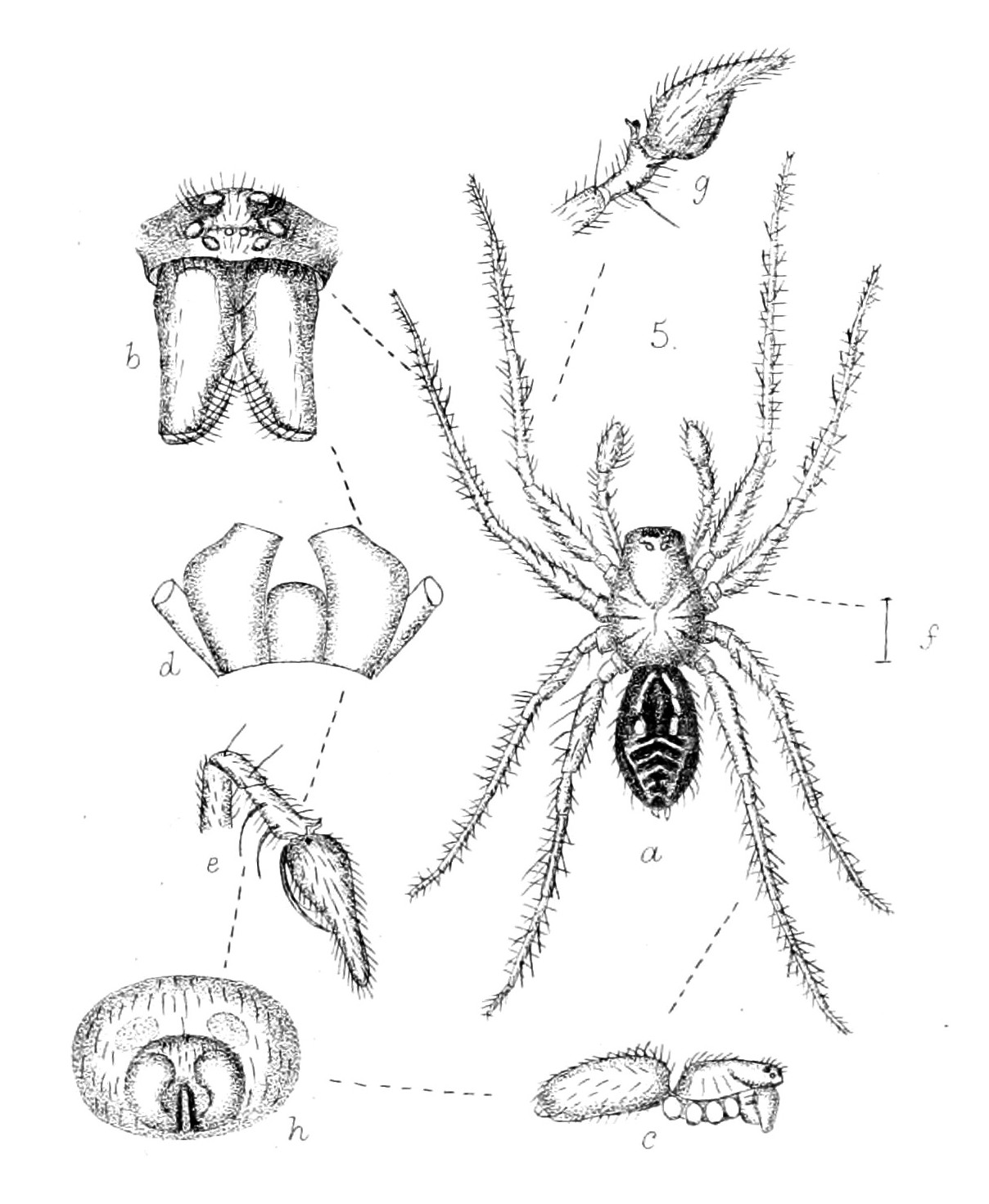